# La Maison (film, 2022)
Pour les articles homonymes, voir La Maison.
Pour plus de détails, voir Fiche technique et Distribution.
La Maison est un film dramatique érotique franco-belge réalisé par Anissa Bonnefont et sorti en 2022. Il s'agit d'une adaptation du roman homonyme d'Emma Becker.

## Synopsis
Emma est une jeune autrice en manque d'inspiration, désireuse de trouver un but dans sa vie. Un jour, lui vient en tête une idée des plus étranges. Celle de raconter l'histoire de ces femmes, de ces hommes, de ces rapports. L'histoire d'une travailleuse du sexe dans une maison close berlinoise.

## Fiche technique
Sauf indication contraire, les informations mentionnées dans cette section peuvent être confirmées par la base de données cinématographiques IMDb,  présente dans la section « Liens externes ».
- Titre original : La Maison
- Réalisation : Anissa Bonnefont
- Scénario : Diastème et Anissa Bonnefont, d'après le roman homonyme d'Emma Becker
- Musique : Herman Dune
- Décors : Clarisse d'Hoffschmidt
- Costumes : Emmanuelle Youchnovski
- Photographie : Yann Maritaud
- Montage : Maxime Pozzi-Garcia
- Production : Clément Miserez, Matthieu Warter et David Giordano
  - Production associée : Cloé Garbay, Jean-Michel Rey et Anissa Bonnefont
- Sociétés de production : Rezo Films et UMedia
- Société de distribution : Rezo Films
- Pays de production :  France et  Belgique
- Langues originales : français, anglais et allemand
- Format : couleur — 2,35:1
- Genre : drame, érotique
- Durée : 90 minutes
- Dates de sortie :
  - France : 4 octobre 2022 (Festival de Saint-Jean-de-Luz) ; 16 novembre 2022 (sortie nationale)
- Classification :
  - France : interdit aux moins de 16 ans lors de sa sortie en salles

## Distribution
Sauf indication contraire, les informations mentionnées dans cette section peuvent être confirmées par la base de données cinématographiques IMDb,  présente dans la section « Liens externes ».
- Ana Girardot : Emma
- Aure Atika : Delilah
- Rossy de Palma : Brigida
- Gina Jimenez : Madeleine
- Yannick Renier : Stéphane
- Lucas Englander : Ian
- Nikita Bellucci : Hildie
- Philippe Rebbot : le Français
- Loriane Klupsch : Lorna
- Irma : Margaret
- John Robinson : Mark
- Carole Weyers : Dorothée
- Ruth Becquart : la dame
- Wim Willaert : le médecin

## Accueil

### Accueil critique
En France, le site Allociné propose une moyenne de 2,5⁄5, à partir de l'interprétation de 8 critiques de presse.
Au moment de sa sortie, la presse française n'est pas très emballée et assez partagée. dans les critiques les plus positives, on peut citer celle de Cyprien Caddeo pour L'Humanité. Pour lui, « Malgré le décorum (les lumières, la musique très club), il n’est pas question d’esthétiser les passes - mais au contraire de revendiquer la beauté des femmes. Avec une bonne idée de mise en scène notamment, qu’on regrettera d’être utilisée une seule fois : une scène en « POV », c’est-à-dire « du point de vue de ». ».
Nicolas Schaller (L'Obs) parle d'un film « Cru, hardi mais inégal dans sa mise en scène comme dans son interprétation, le film, plaidoyer pour les maisons closes, échoue à épouser le parcours intime, la vie intérieure de l’écrivaine, campée par une Ana Girardot qui n’a pas froid aux yeux ni ailleurs. ».
Plus circonspect, Étienne Sorin (Le Figaro) décrit le long-métrage comme « Parfois racoleur et de mauvais goût (l'enchaînement des passes et des positions façon clip), le film trouve sa raison d'être dans la description des clients, du timide au pervers. Et montre la limite d'une telle démarche qui confond libertinage et prostitution. ».
La critique du Parisien fait partie des plus négatives : « Adapté de l’étonnant roman d’Emma Becker, publié en 2019, La Maison s’avère d’un niveau bien inférieur à l’ouvrage. C’est avant tout un problème d’images : tous les clichés sur la prostitution s’enchaînent à l’écran, parfois jusqu’au ridicule. ».
De son côté, Thierry Chèze (Première) rend hommage à l'autrice de l'autofiction éponyme pour sa plume, seule chose qui fonctionnait réellement (selon lui) : « Il y a dans La Maison une dimension littéraire indissociable que le cinéma ne peut représenter. Et nul miracle, elle manque à ce film où Anissa Bonnefont réussit cependant un autre défi pas moins complexe : montrer, explorer crûment les corps (à commencer par celui de son héroïne, incarnée par Ana Girardot, impressionnante d’abandon et de justesse) sans verser dans le glauque ou la provoc’ facile ».

### Box-office
| Pays ou région | Box-office     | Date d'arrêt du box-office | Nombre de semaines |
| -------------- | -------------- | -------------------------- | ------------------ |
| France         | 26 406 entrées | 28 décembre 2022           | 6                  |

Pour son premier jour en France, La Maison réalise 3 286 entrées, dont 1 017 en avant-première, pour une sixième place au box-office des nouveautés derrière Plus que jamais (4 533) et devant Une comédie romantique (2 517).